# Pließnitz
Die Pließnitz ist ein etwa 20 Kilometer langer linker Nebenfluss der Lausitzer Neiße im Osten Sachsens. Sie entsteht südwestlich von Görlitz in Rennersdorf/O.L. durch den Zusammenfluss von Petersbach und Berthelsdorfer Wasser, durchfließt den Eigenschen Kreis, und mündet bei Hagenwerder in die Neiße, über die das Wasser in die Oder und weiter in die Ostsee abfließt.
Das rund 180 Quadratkilometer große Einzugsgebiet der Pließnitz wird nahezu zur Hälfte von ihren Quellflüssen entwässert.

## Geographie
Der Petersbach, mit über zehn Kilometern der längste Quellfluss der Pließnitz, entspringt in rund 362 m ü. NN am Kottmar. In östlicher Richtung fließend nimmt er mehrere Rinnsale auf, bevor er bei Herrnhut seine Fließrichtung gen Südosten ändert. Nahe dem Schloss Niederruppersdorf nimmt der Petersbach den ebenfalls vom Kottmar kommenden Ruppersdorfer Bach auf. Im weiteren, nun wieder ostwärts gerichteten Lauf, nimmt der Petersbach den Triebenbach auf und schlägt dessen nordöstliche Richtung ein, um wenig später den Erlichbach bei Euldorf aufzunehmen. Der inzwischen wasserreiche Petersbach mäandriert nordwestlich am Eichler und vereinigt sich nördlich davon in Rennersdorf/O.L. mit dem Berthelsdorfer Wasser.
Das Berthelsdorfer Wasser entspringt in zwei Quellen in 375–380 m ü. NN nördlich von Strahwalde. Es durchfließt Strahwalde und Berthelsdorf in östlicher Richtung, bevor es vor Rennersdorf den Lauf gen Südosten ändert und sich schließlich mit dem Petersbach vereinigt.
Der nun als Pließnitz bezeichnete Bach fließt weiter in nordöstlicher Richtung und tritt nach Rennersdorf in den Eigenschen Kreis ein. Die Pließnitz durchfließt Kunnersdorf und Bernstadt. In Altbernsdorf nimmt sie den aus Nordwesten kommenden Kemnitzbach sowie den aus Südwesten kommenden Weißbach auf.
Im weiteren Verlauf durchfloss sie Schönau und Berzdorf, bevor sie nördlich von Hagenwerder den aus Kiesdorf kommenden Gaulebach aufnahm und wenig später in die Lausitzer Neiße mündete. Infolge des Braunkohleabbaus im Tagebau Berzdorf, dem Berzdorf sowie ein Teil Niederschönaus zum Opfer fielen, musste die Pließnitz verlegt werden. So wird sie heute von Schönau südlich um den ehemaligen Tagebau geleitet und erreicht nun die Neiße bei Hagenwerder flussaufwärts der ursprünglichen Mündung.

## Hochwasser und Hochwasserschutz
Charakteristisch für den Flusslauf sind breite Flussauen sowie ein niedriger Wasserstand. Infolge der kurzen aber steilen Flussläufe der Quellbäche schwillt die Pließnitz schon bei ein- bis zweistündigen Wolkenbrüchen enorm an. Der Wasserstand des Petersbachs kann innerhalb von kurzer Zeit auf über zwei Meter ansteigen, der des Berthelsdorfer Wassers von 15 Zentimeter auf Spitzenwerte um 170 Zentimeter.

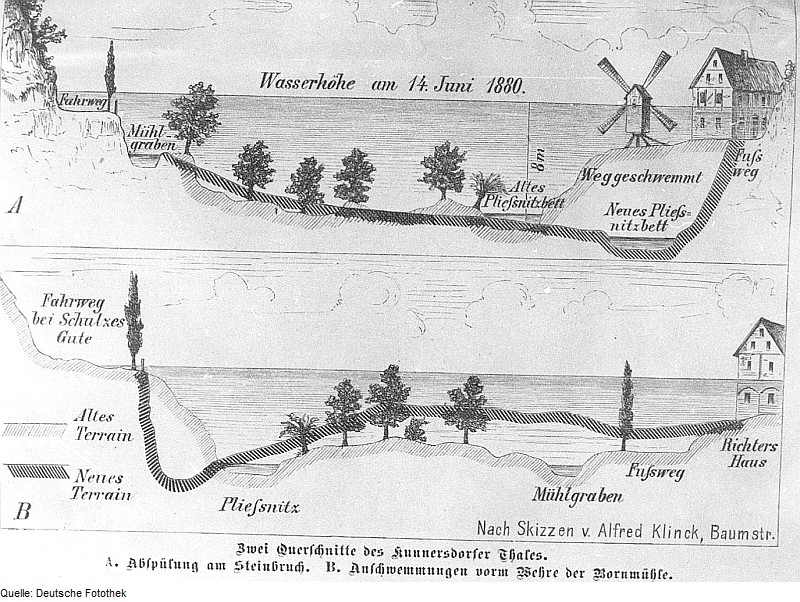
Veränderung des Pließnitztals in Kunnersdorf durch das Hochwasser vom Juni 1880

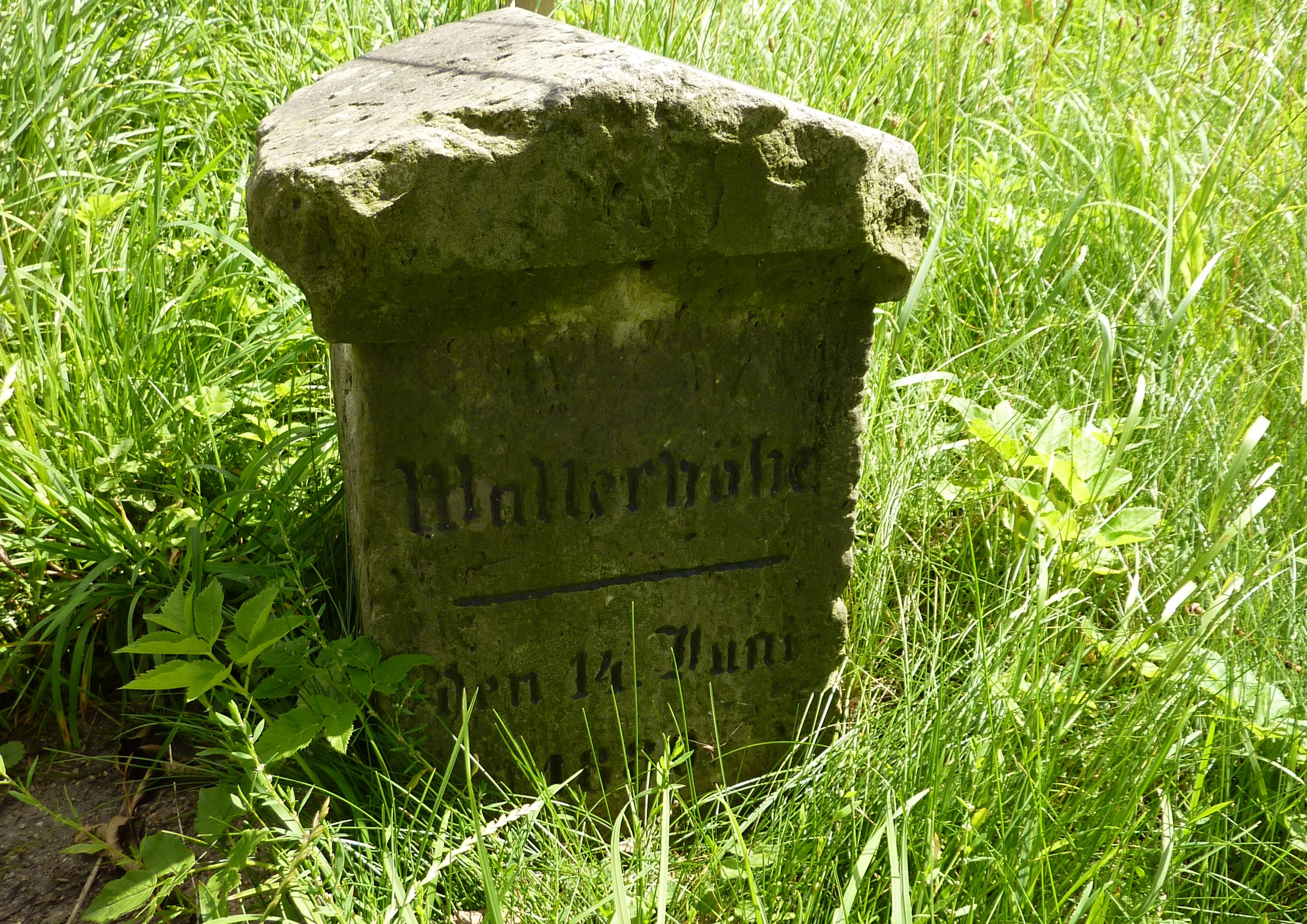
Hochwassermarke an der Pließnitz (14. Juni 1880) in Kunnersdorf auf dem Eigen

Das Hochwasser vom 14. Juni 1880 richtete Verwüstungen an. Abschnittsweise erreichte der Wasserstand der Pließnitz innerhalb von 15 Minuten eine Höhe von 6 Metern. An der Rittermühle in Rennersdorf/O.L. wurde ein Wasserstand von 4,15 Metern, am Sandmühlplatz in Bernstadt a. d. Eigen ein Stand von 2,79 Metern erreicht. Die Wassermassen zerstörten und beschädigten zahlreiche Gebäude und Brücken. In Schönau auf dem Eigen wurden vier Wohnhäuser, drei Scheunen und neun Schuppen zerstört. 12 weitere Gebäude waren so stark beschädigt, dass sie nach der Flut abgetragen werden mussten. 99 weitere Gebäude wiesen schwere Beschädigungen auf und 42 Familien mit 137 Personen waren obdachlos geworden. In Ruppersdorf/O.L. wurden vier Häuser weggerissen, in Rennersdorf rissen die Fluten 11 Häuser weg und brachten weitere 23 Gebäude zum Einsturz. In Bernstadt a. d. Eigen wurden 7 Häuser weggeschwemmt und 20 Gebäude stürzten ein. Aufgrund der kurzen Vorwarnzeit verursacht durch die kurze Zeitspanne zwischen dem Einsetzen des Niederschlags und dem Auflaufen des Hochwasserscheitels forderte die Flut zahlreiche Todesopfer. Zeitgenössische Quellen geben für die Orte entlang der Pließnitz wenigstens 31 Tote an (Ruppersdorf 1 Toter, Rennersdorf 16 Tote, Bernstadt 12 Tote, Altbernsdorf auf dem Eigen 1 Toter, Schönau 3 Tote).
Um Pließnitzhochwasser, die in den vergangenen Jahrhunderten zum Teil Verwüstungen hinterlassen hatten, einzudämmen, wurde am Petersbach 2010 Hochwasserrückhaltebecken Rennersdorf in Betrieb genommen. Die Durchflussmenge des Petersbachs, die von 0,48 m³/s im Mittel auf mehr als 170 m³/s ansteigen kann, soll damit besser reguliert werden können.

## Nutzung
Aus der Pließnitz wurde seit November 2002 Wasser zur Flutung des Berzdorfer Sees entnommen.

## Belege und weiterführende Literatur